# Листоед изменчивый
Листоед изменчивый (лат. Chrysolina varians) — вид жуков из подсемейства хризомелин (Chrysomelinae) из семейства листоедов. Обитают жуки на лугах и лесных опушках.

## Описание

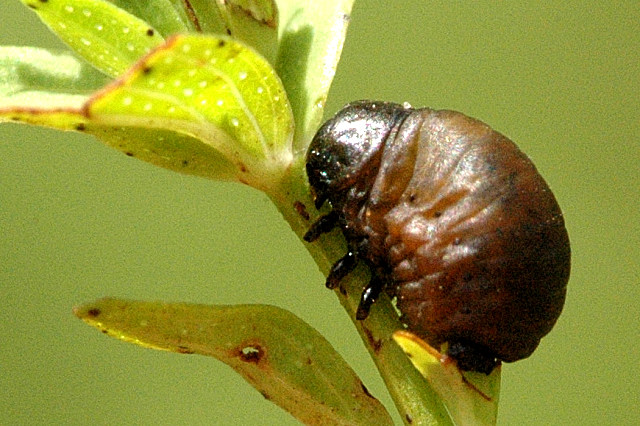
Личинка

Длина тела жуков 4,5—6,1 мм. Тело бронзового, коричневого или зеленоватого цвета с металлическим отблеском.
Взрослые жуки появляются в раннем июне, после чего начинают питаться сбиваясь в группы. Питаются жуки краями молодых листьев, цветочными почками (бутонами) или нижней стороной листьев растений рода зверобой.

### Естественные враги
Из двукрылых, личинки мух-тахин видов Meigenia dorsalis, Macquartia praefica и Macquartia tenebricosa являются эндопаразитоидами личинок жуков. Из жесткокрылых, личинки последней (четвёртой стадии и куколки жужелиц видов лебия зеленоголовая и Lebia cruxminor — эндопаразиты личинок жуков.

## Распространение
Данный вид распространён от Испании до Западной Сибири. Интродуцирован в Австралию из Англии в 1930 году как биологический агент по контролю численности зверобоя продырявленного. В 1957 году был интродуцирован в Канаду из Швеции также — для контроля численности зверобоя продырявленного.

## Систематика
В синонимику вида входят следующие биномены:
- Chrysolina lichenis havelkai Bechynz, 1949[8]
- Chrysomela centaura Herbst, 1783[6]
- Chrysomela incerta Meissner, 1907[6][9]
- Chrysomela margarita (Olivier, 1798)[9]
- Chrysomela marshami (Donovan, 1790)[9]
- Chrysomela ooensis Weise, 1916[9]
- Chrysomela subaenaea (Suffrian, 1851)[9]
- Chrysomela varians Schaller, 1783[6]
- Sphaeromela varians[8]

Выделяют следующие вариететы:
- Chrysolina varians var. aethiops Fabricius
- Chrysolina varians var. centaura Herbst
- Chrysolina varians var. pratensis Ws.
- Chrysolina varians var. pulchella Fleis